# 拉孔科迪亞 (希諾特加省)
拉孔科迪亞（西班牙語：La Concordia）是尼加拉瓜的城鎮，位於該國北部，由希諾特加省負責管轄，始建於1851年4月22日，面積151平方公里，海拔高度789米，2005年人口6,486，人口密度每平方公里42.95人。
13°11′N 86°10′W / 13.183°N 86.167°W